# Діль (Німеччина)
Діль (нім. Dill) — громада в Німеччині, розташована в землі Рейнланд-Пфальц. Входить до складу району Рейн-Гунсрюк. Складова частина об'єднання громад Кірхберг.
Площа — 5,55 км2. Населення становить 199 ос. (станом на 31 грудня 2020).